# Aegotheles bennettii
O noitibó-coruja-listado  ou egotelo-barrado (Aegotheles bennettii) é uma espécie de ave da família Aegothelidae.
Pode ser encontrada nos seguintes países: Indonésia e Papua-Nova Guiné.
Os seus habitats naturais são: florestas subtropicais ou tropicais húmidas de baixa altitude.